# Andrea Steinbecher
Andrea Steinbecher, née Andrea Brede le 29 novembre 1976 à Goslar en Allemagne, est une triathlète professionnelle vainqueur sur triathlon Ironman.

## Biographie

### Carrière en triathlon
Andrea Brede s'essaie à différents sports dans sa jeunesse, la natation, le tennis et la gymnastique rythmique. Elle commence en 1998 la pratique du triathlon  à l'occasion d'un séjour à Memphis dans le Tennessee ou elle est employée comme une fille au pair. Elle rejoint un groupe d'entrainement à la natation dont la plupart des membres sont triathlètes, rapidement elle commence aussi une formation en cyclisme sur route.
De retour en Allemagne, elle a rejoint un club de triathlon et commence la compétition. Elle prend une seconde place en 2000. En 2004, elle fait le choix du professionnalisme et remporte cette même année, le championnat national allemande sur moyenne distance (MD). Elle prend egalement la seconde place sur l'Ironman Autriche et glane quelques autres succès sur des compétitions nationales. En 2005, elle défend son titre national sur moyenne distance, mais ne prend que la seconde place. Elle termine également deuxième sur l'Ironman Lanzarote. Elle remporte les triathlons (MD) de Bonn et de Cologne
La consécration vient en 2006, année ou elle remporte l'Ironman Allemagne avec prés de cinq minutes d'avance sur les secondes et troisième féminines. Elle est élue triathlète féminine de l'année par les magazines spécialisés. En 2007, elle tente de conserver son titre sur cette compétition mais ne peut résister au retour fulgurant de sa compatriote Nicole Leder sur la partie marathon et ne prend que la seconde place. En 2008, à la suite de blessures elle ne prend pas le départ de cette compétition.
De 2009 à 2010, elle fait partie de l'équipe professionnelle Abu Dhabi Triathlon dirigé par Faris Al-Sultan.

### Vie professionnelle et privé
Andrea Brede a fait des etudes en science du sport à l'Université allemande du sport à Cologne, en se concentrant particulièrement sur les domaines de la gestion de l'effort. Elle épouse le 1er août 2009 à Paris, Eric Steinbecher.

## Palmares
Le tableau présente les résultats les plus significatifs (podium) obtenus sur le circuit national et international de triathlon depuis 2004,.
| Année | Compétition                | Pays      | Position           | Temps            |
| ----- | -------------------------- | --------- | ------------------ | ---------------- |
| 2010  | Braunschweig Triathlon     | Allemagne | Médaille d'or      | 2 h 17 min 57 s  |
| 2009  | Cologne Classic            | Allemagne | Médaille d'or      | Timing           |
| 2009  | Ironman 70.3 Allemagne     | Allemagne | Médaille de bronze | 4 h 49 min 28 s  |
| 2008  | Ironman 70.3 Allemagne     | Allemagne | Médaille d'argent  | 4 h 49 min 26 s  |
| 2007  | Ironman Allemagne          | Allemagne | Médaille d'argent  | 9 h 4 min 16 s   |
| 2007  | Ironman 70.3 Allemagne     | Allemagne | Médaille de bronze | Timing           |
| 2006  | Ironman Allemagne          | Allemagne | Médaille d'or      | 9 h 16 min 17 s  |
| 2006  | Bonn-Triathlon             | Allemagne | Médaille d'or      | Timing           |
| 2005  | Ironman Lanzarote          | Espagne   | Médaille d'argent  | 10 h 25 min 14 s |
| 2005  | Bonn-Triathlon             | Allemagne | Médaille d'or      | Timing           |
| 2005  | Cologne Classic            | Allemagne | Médaille d'or      | Timing           |
| 2004  | Ironman Autriche           | Autriche  | Médaille d'argent  | 9 h 20 min 46 s  |
| 2004  | Championnat d'Allemagne MD | Allemagne | Médaille d'or      | Timing           |